# Tunel Mogren
Tunel Mogren (srbsky Тунел Могрен) je silniční tunel černohorské silnice celostátního významu č. M1. Nachází se v blízkosti města Budva. Tunel má svůj název podle zálivu Mogren se stejnojmennou pláží. Má délku 185 metrů a tvoří jej jediná trouba s dvěma silničními pruhy.
Tunel byl vystavěn v nepřístupné skále, která se nachází přímo nad mořem tvoří jižní svah vrcholu Spas, který má nadmořskou výšku několik stovek metrů. 
Tunel má klíčový význam pro dopravní spojení Budvy s Bokou Kotorskou. 
Tunel Mogren není osvětlen. Ze západní strany na něj navazuje galerie.  